# Banneville-sur-Ajon
Banneville-sur-Ajon era una comuna francesa situada en el departamento de Calvados, de la región de Normandía, que el 1 de enero de 2016 pasó a ser una comuna delegada de la comuna nueva de Malherbe-sur-Ajon al fusionarse con la comuna de Saint-Agnan-le-Malherbe.

## Demografía
| Gráfica de evolución demográfica de Banneville-sur-Ajon entre 1800 y 2014 |
|                                                                           |

Los datos demográficos contemplados en este gráfico de la comuna de Banneville-sur-Ajon se han cogido de 1800 a 1999 de la página francesa EHESS/Cassini, y los demás datos de la página del INSEE.